# Tiszaderzs
Tiszaderzs là một thị trấn thuộc hạt Jász-Nagykun-Szolnok, Hungary. Thị trấn này có diện tích 27,19 km², dân số năm 2010 là 1057 người, mật độ 39 người/km².